# Porfirion
Porfirion ili Porfirijon je divovski kralj Giganata, koji se među njima posebno isticao. Na nagovor svoje majke Geje, Zemlje, on je vodio svoju braću u rat zvan Gigantomahija.

## Etimologija
Njegovo grčko ime - „Porphyriôn“ znači „onaj koji mračno svijetli“, dok Aristofan u svojoj komediji Ptice povezuje Porfiriona i njegovog brata Alkioneja s pticama.

## Mitologija

### Roditelji
Apolodor naziva Geju i Urana Porfirionovim roditeljima. 
Po Higinusu je sin Ereba i Nikte, božice noći.

### Gigantomahija
„Porfirion je napao Herakla u bici, a i Hera također. Ali Zeus je njemu poslao žudnju za Herom; kada joj je on strgao odjeću i namjerio se da će ju silovati, Hera je zazvala u pomoć, Zeus ga je ošinuo gromom, a Heraklo ga je prostrijelio i ubio.“
Drugdje je Alkionej kralj divova.